# 山本時男
山本 時男（やまもと ときお、1906年2月16日 - 1977年8月5日）は、日本の生物学者。名古屋大学名誉教授。理学博士（東京帝国大学、1936年）（学位論文「目高早期胚の律動性運動に関する研究」）。秋田県出身。祖父は秋田における自由民権運動の中心人物であった山本庄司、叔父（父時宜の弟）は砂防・植林技師の山本徳三郎。

## 研究業績
メダカを主要な研究材料として選び、受精生理学、発生学を中心に多くの業績をあげ、受精波説を提唱した。1945年5月14日、第二次世界大戦の名古屋大空襲によって教室は全焼し、ほとんどすべての研究資料を失った。しかし、敗戦後、屈することなくメダカを用いて性分化の研究に新たに取り組んだ。性は、遺伝的には性染色体の組み合わせによって決定されるが、この性別は発生の過程で様々な原因によって揺らぐことが知られていた。d-rR系統のメダカ（雌が白、雄が緋色の体色をもつので、外見から性を区別できる）をたくみに用いて、丹念で根気強い一連の実験によって、性ホルモン処理により雌を雄に、また、雄を雌に機能的に転換させることに成功した。このことによって、性ホルモンによる性分化の転換を確定的に立証した。性分化がホルモンによって簡単に転換し、しかも転換した魚が生殖能力のある親にまで成長する事実は驚きをもって迎えられた。

## 人柄
生家は米代川（能代川）の畔にあったので、自然に恵まれた環境で生育し、昆虫や魚に親しんだ。このことが後年動物学を志すことにつながった。
自然と日本酒を愛し、趣味として石や海の貝殻を集め、黒田節をよく唄った。また、クラシック音楽を愛し、大学近くの名曲喫茶店に定席を作り、そこで論文執筆していたと伝えられている。

## 略歴
- 1906年2月　秋田県山本郡富根村（後に二ツ井町に編入、その後能代市）に、時宜（庄屋）とたま（医師、原順庵の娘）の長男として生まれる[1]。

### 学歴
- 1918年3月　富根村立富根尋常小学校卒業[1]
- 1923年3月　秋田県立秋田中学校卒業[1]
- 1926年3月　弘前高等学校理科甲類卒業[1]
- 1926年4月　東京帝国大学理学部動物学科入学[1]
- 1929年3月　東京帝国大学理学部動物学科卒業（谷津直秀に師事）[1]

### 職歴
- 1929年4月　東京帝国大学理学部助手（動物学教室）[1]
- 1942年4月　名古屋帝国大学理学部生物学科講師[1]
- 1942年10月　名古屋帝国大学理学部生物学科助教授[1]
- 1943年12月　名古屋帝国大学理学部生物学科教授（動物学第2講座）[1]
- 1953年4月　名古屋大学理学部生物学科教授（同大学院理学研究科生物学専攻兼担）[1]
- 1965年10月　ニューヨーク州立大学客員教授（1966年2月まで）[1]
- 1967年4月　名城大学薬学部非常勤講師[1]
- 1969年3月　名古屋大学定年退官[1]
- 1969年5月　名城大学教養部教授[1]

#### 学外における役職
- 日本動物学会評議員
- 日本遺伝学会幹事
- 日本学術会議動物学研究連絡委員
- 日本魚類学会評議員

## 門弟
彼に師事したメダカの生物学関連の研究者には、富田英夫、岩松鷹司、宇和紘などがいる。

## 受賞歴
- 1950年　日本動物学会賞
- 1952年　中日文化賞[1][2]
- 1955年　日本遺伝学会賞
- 1964年　第4回東レ科学技術賞（「メダカにおける性の人為的転換」）[3]
- 1976年　日本学士院賞（「魚類の性分化の遺伝的・発生学的研究」）
- 1976年　勲三等旭日中綬章
- 1977年　従三位